# Partit de la Socialdemocràcia Brasilera
El Partit de la Socialdemocràcia Brasilera (portuguès: Partido da Social Democracia Brasileira) és un partit polític del Brasil.

## Història
Va ser fundat el 25 de juny de 1988 per una escissió del PMDB i amb figures clau en l'escena política com l'expresident (aleshores senador) Fernando Henrique Cardoso i José Serra. El seu símbol és un tucà blau i groc, i per tant, els seus membres són anomenats tucanos. La línia del partit és centrista, en un rang que va de la socialdemocràcia, al democristianisme i el liberalisme econòmic.
El PSDB són les terceres sigles amb més afiliats del país i habitualment exerceix com un partit d'alternativa o tercera via, que durant la legislatura garanteix l'equilibri de forces en el Congrés. En la dècada del 2010, ha estat representat per noms importants de la política nacional, com Aécio Neves (senador i governador de Minas Gerais) o Geraldo Alckmin (governador de São Paulo).
La nova llei electoral brasilera, que restringeix la capacitat dels partits minoritaris, va comportar la creació de diverses coalicions. El PSDB va unir forces amb Cidadania (l'antic Partit Popular Socialista). En les eleccions presidencials de 2022, la federació PSDB-Cidadania va formar la coalició Brasil para todos junt amb el MDB i Podemos. Liderats per Simone Tebet (MDB) i amb Mara Gabrilli (PSDB) com a candidata a la vicepresidència, van obtenir la tercera posició en el primer torn.